# Daniel McConnell
Daniel McConnell (ur. 9 sierpnia 1985 w Bruthen) – australijski kolarz górski i szosowy.

## Kariera
Pierwszy sukces w karierze Daniel McConnell osiągnął w 2003 roku, kiedy został wicemistrzem kraju w kategorii juniorów w kolarstwie górskim. Trzy lata później powtórzył ten wynik w kategorii U-23, a ponadto zajął trzecie miejsce w klasyfikacji generalnej szosowego wyścigu Tour of Gippsland. W tym samym roku był również trzeci w japońskim Tour de Hokkaido. W 2008 roku wystąpił w cross-country na igrzyskach olimpijskich w Pekinie, gdzie zajął 39. miejsce. Na rozgrywanych cztery lata później igrzyskach olimpijskich w Londynie rywalizację ukończył na 21. pozycji. W międzyczasie zdobył złoty medal w cross-country na kolarskich mistrzostwach Oceanii w 2010 roku oraz dwukrotnie zwyciężał podczas kontynentalnych mistrzostw Oceanii: w four-crossie w 2012 roku i w cross-country rok później. Ponadto 19 maja 2013 roku w niemieckim Albstadt Australijczyk po raz pierwszy w karierze wygrał zawody Pucharu Świata w kolarstwie górskim. Wyprzedził tam Hiszpana Sergio Mantecóna oraz Czecha Jaroslava Kulhavego. W sezonie 2013 nie stanął już więcej na podium, jednak uzyskane wyniki pozwoliły mu zająć drugie miejsce w klasyfikacji końcowej, za Szwajcarem Nino Schurterem, a przed Francuzem Julienem Absalonem. W sezonie 2014 jeden raz znalazł się w pierwszej trójce zawodów: 3 sierpnia w Mont-Sainte-Anne zajął trzecie miejsce. Trzeci był także w klasyfikacji końcowej, plasując się za Absalonem i Schurterem.
Jego matka, Jenny Orr, reprezentowała Australię w biegach na 800 i 1500 m podczas Letnich Igrzysk Olimpijskich 1972 w Monachium.